# Maurice Du Plessys
Maurice Du Plessys, né Maurice Flandre le 14 octobre 1864 à Paris et mort le 16 janvier 1924 dans la même ville, est un poète français.

## Biographie
Il fit partie de l'École romane animée par le poète Jean Moréas. Ses œuvres furent reçues favorablement par la Revue critique des idées et des livres, fondée par Eugène Marsan et Jean Rivain.

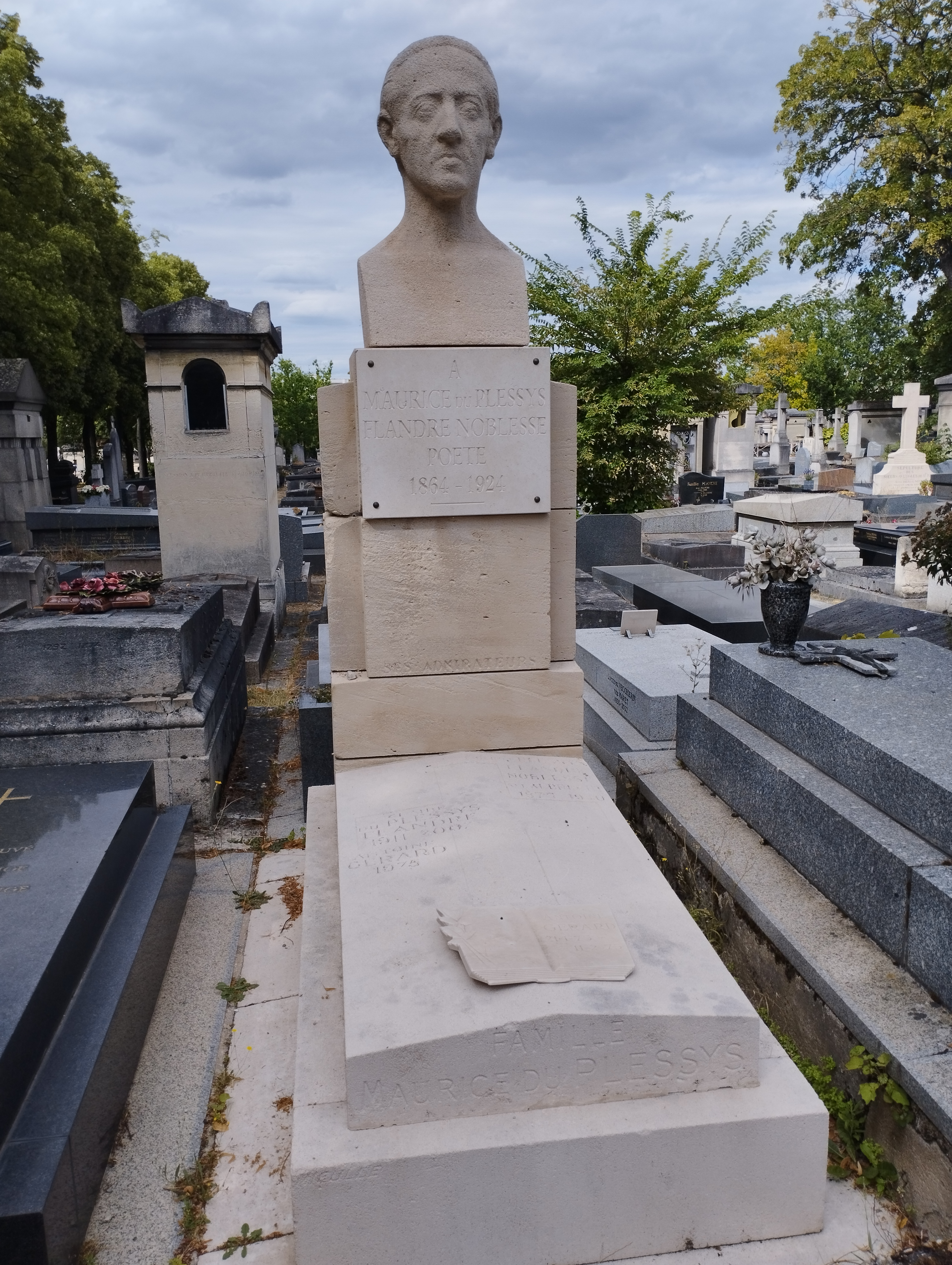
Tombe de Maurice Du Plessys au cimetière du Montparnasse (division 9).

Il est inhumé au cimetière du Montparnasse (division 9).

## Publications
- Dédicace à Apollodore (1891)
- Le Premier Livre pastoral (1892) Texte en ligne
- Études lyriques, suivies d'une édition nouvelle du Premier Livre pastoral (1896)
- Pallas occidentale, ode (1920)
- Chant royal en l'honneur de la Très Sainte Vierge, promotrice de la Victoire de la Marne et de l'Ourcq, le 8 Sept. 1914 (1920)
- Les Tristes, élégies (1923)
- Poèmes, suivis de Souvenirs sur M. Du Plessys par Ernest Raynaud et d'Hommages à Maurice Du Plessys (1923)
- Le Feu sacré, poèmes (1924)
- Le Buveur et la guerre, ode allégorique, suivie d'autres poëmes inédits (1924)
- Odes olympiques, poèmes inédits (s. d.)

Éditions posthumes
- Choix de poèmes, Éditions ARCAM, Paris, 1984
- La Peau de Marsyas, Nizet, Saint-Genoph, 1997